# Olajzöld fattyúteknős
Az olajzöld fattyúteknős (Lepidochelys olivacea) a hüllők (Reptilia) osztályába a teknősök (Testudines) rendjébe és a tengeriteknős-félék (Cheloniidae) családjába tartozó  faj.

## Előfordulása
Az Atlanti-óceán, az Indiai-óceán és a Csendes-óceán vízeiben honos.

## Megjelenése
Páncéljának a hossza 62-70 centiméter, testtömege 35-45 kilogramm.

## Szaporodása
A tengerparti homokba rakja tojásait.
|  |  |